# Ministerio de Petróleo (Iraq)
El Ministerio de Petróleo ( en árabe: وزارة النفط‎    ) es la agencia gubernamental iraquí responsable del petróleo iraquí . El Ministro de Petróleo desde 2016 es Jabbar Alluaibi .

## Establecimientos
- Compañía Petrolera del Norte (CPN)
- Compañía Petrolera del Sur (CPS)
- Centro de Investigación y Desarrollo de Petróleo (CIDP)
- Instituto de Capacitación Petrolera de Baiji (ICPB)
- Instituto de Entrenamiento Petrolero Basrah (IEPB)
- Instituto de Entrenamiento Petrolero de Kirkuk (IEPK)
- Instituto de Capacitación Petrolera de Bagdad (ICPB)
- Empresa de equipos de ingeniería pesada (EEIP)
- Compañía de Refinerías del Sur (CRS)
- Compañía de Refinerías del Interior (CRI)
- Compañía de Refinerías del Norte (CRN)
- Compañía de llenado de gas (CLG)
- Compañía Petrolera del Interior (CPI)
- Compañía de Gas del Sur (CGS)
- Compañía de Gas del Norte (NGC)
- Compañía Petrolera de Missan (CPM)
- Compañía de perforación iraquí (CPI)
- Empresa de distribución de productos petrolíferos (EDPP)
- Organización Estatal de Comercialización del Petróleo (OECP)
- Compañía de Oleoductos (CO)
- Compañía iraquí de petroleros (CIP)
- Compañía de Exploración Petrolera (CEP)
- Empresa estatal para proyectos petroleros (EEPP)